# Kourteye
Kourteye este o comună rurală din departamentul Tillabéri, regiunea Tillabéri, Niger, cu o populație de 50.171 de locuitori (2001).